# Exogonia semivitta
Exogonia semivitta är en insektsart som beskrevs av Walker 1851. Exogonia semivitta ingår i släktet Exogonia och familjen dvärgstritar. Inga underarter finns listade i Catalogue of Life.